# دستمال زرد خوشبختی
دستمال زرد خوشبختی (ژاپنی: 幸福の黄色いハンカチ) یک فیلم ژاپنی کمدی-درام به کارگردانی یامادا یوجی است که سال ۱۹۷۷ منتشر شد. فیلم در همان سال جایزه بهترین فیلم آکادمی فیلم ژاپن را برد. از بازیگران آن می‌توان به کن تاکاکورا، چیکو بایشو، کائوری موموئی، و کیوشی آتسومی اشاره کرد.
در سال ۲۰۰۸ فیلم دستمال زرد بر اساس این فیلم بازسازی شد.